# Phil Ivey
Pour les articles homonymes, voir Ivey.
Phil Ivey, né le 1er février 1977 à Riverside, en Californie, est un joueur de poker professionnel américain.

## Biographie
Phil Ivey a grandi dans le New Jersey.
Il est considéré comme l'un des meilleurs joueurs en activité, même si on le voit de moins en moins depuis 2018 sur les tables, voire le meilleur de sa génération. Son style de jeu est agressif, et peu de joueurs parviennent aisément à le décrypter. Il a développé une grande aptitude de concentration et s'est spécialisé dans la lecture des "tells", observant ses adversaires de façon minutieuse.
Il a remporté 10 bracelets des World Series of Poker. Il a participé à 9 finales du World Poker Tour et en a remporté une à Los Angeles le 23 février 2008.
Phil Ivey est formé au poker à l’âge de 8 ans par son grand-père. Prédisposant de grandes aptitudes, il continue de développer ses compétences pendant son adolescence. À 18 ans et parallèlement à son emploi dans le télémarketing, il commence à fréquenter les casinos où il emprunte l’identité d’un de ses collègues: Jérôme Graham. Il perd, mais apprend énormément au cours de ses premières années. C'est à 20 ans qu'il devient professionnel.
En 2006, Phil Ivey est désigné « Joueur de l'année » par All In Magazine, Bluff Magazine, et les UK Gaming Awards.
En 2006, Phil Ivey, qui est membre de The Corporation, a gagné 16 600 000 dollars contre Andy Beal, banquier milliardaire, dans une partie de cash game de Limit Hold'em qui a duré 3 jours avec des blinds à 25 000 $ / 50 000 $. The Corporation est un groupement de joueurs de poker qui s'allient pour vaincre le milliardaire Andy Beal.
Actuellement, il vit à Las Vegas et fréquente souvent les tables de cash game les plus chères du monde au casino le Bellagio (Las Vegas).
Le 7 novembre 2009, Phil Ivey termine septième du Main Event des WSOP, il gagne 1 404 002 $.
Son divorce en décembre 2009 est rendu public par le site américain TMZ, spécialiste des informations people aux États-Unis.
De 2007 à 2011, Phil Ivey a gagné en tout 19 242 743 $ en cash game sur Full Tilt Poker. Ce qui fait de lui le plus gros gagnant en cash game online.
En 2011 il est en procès avec la room Full Tilt Poker.
En 2012 et 2014, il est poursuivi par deux casinos à Londres et aux Etats-Unis pour avoir triché en utilisant la technique du Edge sorting qui consiste à prédire la valeur des cartes en utilisant les différences de motifs du dos des cartes sur leurs bords.
Le 10 février 2014, il remporte le 250 000 AU$ Challenge des Aussie Millions pour la deuxième fois, pour 4 000 000 AU$, ce qui constitue son gain le plus élevé sur un tournoi.
Au cours de sa carrière, Phil Ivey a accumulé plus de 26 600 000 $ de gains en tournois, ce qui fait de lui le septième joueur de poker ayant gagné le plus d'argent en tournoi.

## Bracelets WSOP
| Année | Tournoi                                       | Gains (USD)   |
| ----- | --------------------------------------------- | ------------- |
| 2000  | 2,500$ Pot Limit Omaha                        | 195,000$      |
| 2002  | 2,500$ 7 Card Stud Hi/Lo                      | 118,440$      |
| 2002  | 2,000$ S.H.O.E.                               | 107,540$      |
| 2002  | 1,500$ 7 Card Stud                            | 132,000$      |
| 2005  | 5,000$ Pot Limit Omaha                        | 635,603$      |
| 2009  | 2,500$ Deuce to Seven Draw Lowball (No-Limit) | 96,361$       |
| 2009  | 2,500$ Omaha/7 Card Stud Hi/Lo                | 220,538$      |
| 2010  | 3,000$ HORSE                                  | 329,840$      |
| 2013  | AUD $2,200 Mixed Event                        | 51.800$ (AUD) |
| 2014  | $1,500 Eight Game Mix                         | 166,986$      |